# Acanthinevania scabra
Acanthinevania scabra är en stekelart som först beskrevs av August Schletterer 1889.  Acanthinevania scabra ingår i släktet Acanthinevania och familjen hungersteklar. Inga underarter finns listade i Catalogue of Life.